# Daniel (Automarke)
Daniel war eine belgische Automarke.

## Markengeschichte
Fernand Lescarts hatte um 1910 Erfahrungen mit Flugzeugen gemacht. Vor dem Ersten Weltkrieg war er in Belgisch-Kongo tätig. Etwa 1920 stellte er in Belgien Automobile mit dem Markennamen Daniel her.

## Fahrzeuge
Ein Modell hatte einen Vierzylindermotor von Dambiermont. 59 mm Bohrung und 100 mm Hub ergaben 1094 cm³ Hubraum und eine Einstufung mit 6 Steuer-PS. Die Kupplung kam von Hele-Shaw. Das Getriebe hatte vier Gänge.
Das andere Modell wird als Cyclecar beschrieben. Es hatte ebenfalls einen Vierzylindermotor. Die Kraft wurde mit zwei Riemen an die Hinterachse übertragen.